# TermBase eXchange
TermBase eXchange (TBX) ist eine XML-basierte Auszeichnungssprache für den Austausch von Terminologiedaten, die meist in Terminologiedatenbanken verwaltet werden. Anwendungen, die dieses Format unterstützen, können Terminologiebestände untereinander austauschen und pflegen. Ursprünglich ein Standard der Localization Industry Standards Association (LISA), nahm sich die ISO des Standards an und überarbeitete und spezifizierte ihn in ISO 30042, welcher sich auf ISO 12620, ISO 12200 und ISO 16642 stützt.
Basis für die Sprache waren
- TM (Translation Memory) speichert Ausgangs- und Zielsprachensegmente, die zusammen eine Übersetzungseinheit bilden, paarweise in einer Datenbank ab, um deren Wiederverwendbarkeit für zukünftige Übersetzungen zu ermöglichen.

die im Format
- TMX (Translation Memory eXchange), ein offenes XML-Format für Terminologiedaten. Anwendungen, die dieses Format unterstützen, können Terminologiebestände untereinander austauschen und pflegen.

ausgetauscht werden.